# (427) Galène
Pour les articles homonymes, voir Galène (homonymie).
(427) Galène est un astéroïde de la ceinture principale découvert par Auguste Charlois le 27 août 1897. 

## Étymologie
L'astéroïde doit son nom à la Néréide Galène.